# Manfred Rulffs
Manfred Rulffs   (Kiel, 6 de març de 1935 - Ratzeburg, 15 de gener de 2007) fou un remer alemany que va competir durant la dècada de 1950.
El 1960 va prendre part en els Jocs Olímpics d'Estiu de Roma, on guanyà la medalla d'or en la prova del vuit amb timoner del programa de rem.
En el seu palmarès també destaquen dues medalles d'or al Campionat d'Europa de rem, en el quatre sense timoner el 1958 i en el vuit amb timoner el 1959, així com set campionats nacionals de l'Alemanya Occidental.
Una vegada retirat va treballar com a professor de secundària a Preetz. El 1965, amb l'obertura de l'Acadèmia de rem de Ratzeburg, passà a treballar d'entrenador, primer com a ajudant de Karl Adam, i des del 1968 com a responsable de la selecció alemanya, càrrec que ocupà fins al 1981. El 1959 i 1960 va rebre la Silver Bay Leaf, màxim reconeixement esportiu alemany pels èxits aconseguits.